# خوارزمية بحث

مثال على خوازرمية البحث السريع

في علم الحاسوب، خوارزمية بحث هي خوارزمية لإيجاد عنصر مع خصائص معينة في مجموعة من العناصر. قد تكون العناصر محفوظة بشكل فردي كسجلات في قاعدة بيانات؛ أو بالإمكان ان تكون عناصر فراغ بحثي محدد بواسطة صيغة رياضية، على سبيل المثال, جذور معادلة مع متغيرات صحيحة; أو مزيج من الاثنين، مثل دوائر هاملتون في رسم بياني.
البحث هو عملية مهمة وأساسية في تطوير البرامج، مثلا لاسترجاع معلومات من قاعدة بيانات, ولذلك بذل جهد كبير في تطوير خوارزميات كفئة لتنقيذ هذه المهمة.
أبسط بحث هو البحث الشامل, حيث يتم فيه المرور على كل البيانات، حتى إيجاد العنصر المراد. هذا البحث غير كفء، وعندما يكون عدد البيانات التي يتم البحث فيها كبيرا، يستغرق البحث زمنا طويلا.
عندما تكون البيانات مرتبة، بالإمكان تحسين البحث بصورة كبيرة عن طريق استخدام البحث الثنائي.